# Monaville
Monaville est un hameau belge de la commune de Bertogne, en province de Luxembourg (Région wallonne).
Avant la fusion des communes, il faisait administrativement partie de la commune de Longchamps.

## Situation
Monaville est le prolongement oriental du village de Longchamps. L'autoroute E25 passe à quelques hectomètres au sud-est du hameau. L'altitude avoisine les 455 m.
Avec Longchamps et Withimont, Monaville forme un ensemble d'habitations.

## Patrimoine
Au centre de la localité, à un carrefour, se dresse le calvaire dédié à saint Donat. Il a été érigé en 1960 et se compose de trois croix blanches. Il fait partie d'un espace de recueillement comprenant aussi une petite chapelle de coin bâtie en moellons de grès et d'une autre croix blanche.
Plusieurs anciennes fermes et fermettes bâties en grès schisteux composent le noyau initial du hameau.